# کالوم دویل
کالوم دویل (انگلیسی: Callum Doyle؛ زادهٔ ۳ اکتبر ۲۰۰۳) بازیکن فوتبال است.
وی همچنین در تیم‌های ملی فوتبال زیر ۱۸ سال انگلستان و زیر ۱۹ سال انگلستان بازی کرده‌است.